# Disaeratore
Un disaeratore è un dispositivo che viene utilizzato per eliminare l'aria/gas contenuta/o in circuiti, in confezioni, ecc. 

## Applicazioni
Trova applicazione in meccanica (usato ad esempio per togliere l'aria negli impianti di frenatura o frizione di trattori), in edilizia (ad esempio per togliere l'aria nei circuiti idraulici come gli impianti di riscaldamento), nell'industria di confezionamento (ad esempio, nell'alimentare, per togliere creare il vuoto) e in tutti quei processi o strutture in cui è necessario togliere l'aria o il gas.